# Isolar Tour
Isolar Tour fue la gira de promoción del álbum Station to Station, del artista británico David Bowie. La gira inició el 2 de febrero de 1976 en Vancouver, Canadá, y continuó a través de Estados Unidos y Europa, hasta terminar el 18 de mayo de 1976 en París, Francia, con un total de 65 presentaciones.
La gira es frecuentemente llamada Isolar I (porque en 1978 se realizó una segunda gira homónima), Isolar - 1976 Tour, Thin White Duke Tour, The Station to Station Tour y también The White Light Tour.